# Cincinnati Mighty Ducks
Die Cincinnati Mighty Ducks waren ein Eishockeyteam in der American Hockey League, das in Cincinnati im US-Bundesstaat Ohio beheimatet war und seine Spiele im Cincinnati Gardens austrug.

## Geschichte
Der Verein gingen aus dem Umzug der Baltimore Bandits nach Cincinnati 1997 hervor und waren bis 2001/02 Farmteam der Detroit Red Wings und Mighty Ducks of Anaheim, ab der Saison 2002/03 nur noch für die Ducks.
Vor den Mighty Ducks spielten folgende Mannschaften in Cincinnati:
- Cincinnati Mohawks (1949–1952 AHL, 1952–58 IHL)
- Cincinnati Swords (1971–1974 AHL)
- Cincinnati Stingers (1975–1979 WHA)
- Cincinnati Cyclones (1990–1992, 2001–2004 ECHL, 1992–2001 IHL)

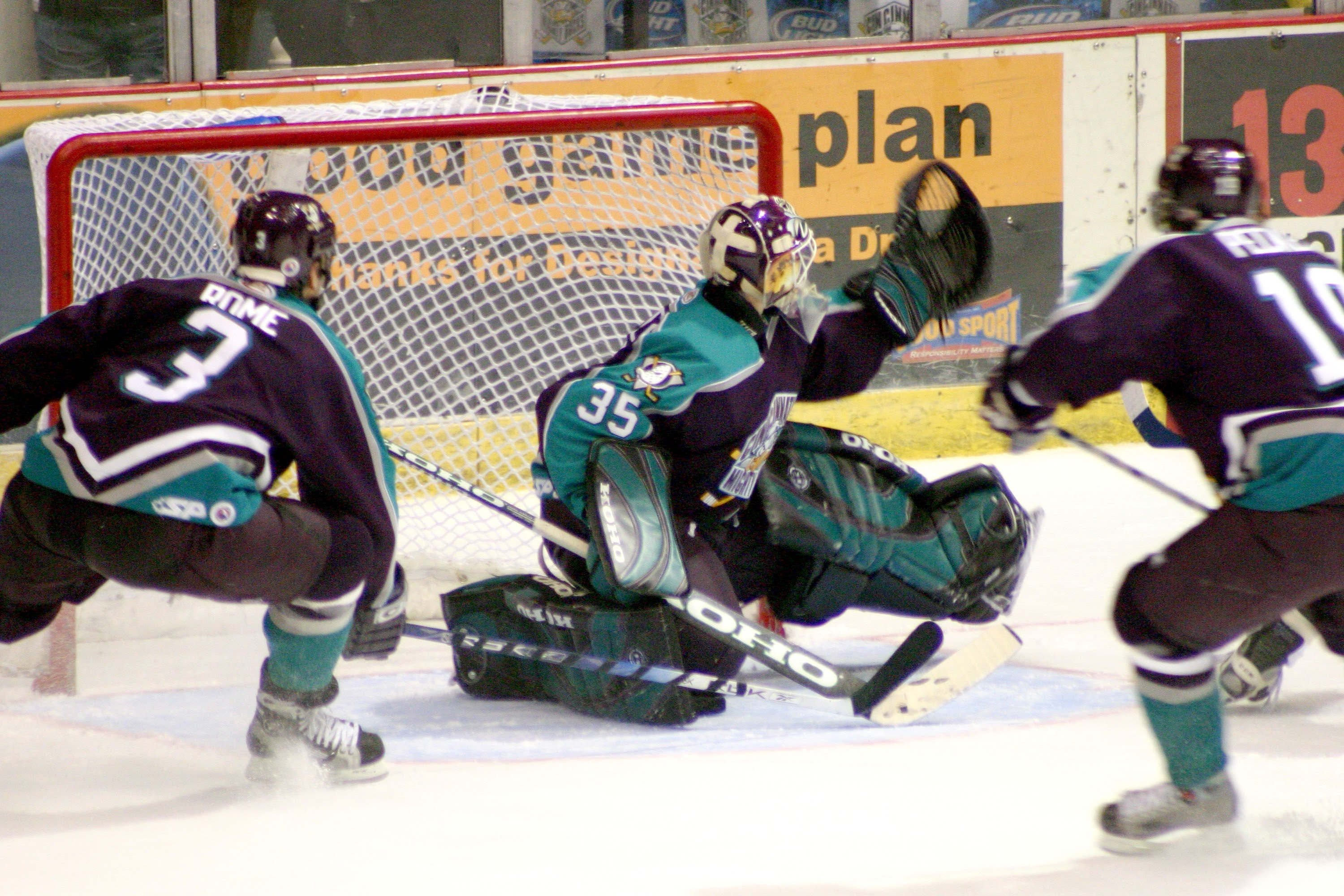
Ilja Brysgalow im Trikot der Cincinnati Mighty Ducks 2004

Im Sommer 2005 verlängerten die Red Wings ihren Kooperationsvertrag mit den Grand Rapids Griffins und die Mighty Ducks of Anaheim unterzeichneten einen mit den Portland Pirates, so dass das Team aus Cincinnati kein NHL-Partnerteam mehr hatte. Daher beantragte das Management des Teams den freiwilligen Rückzug der Mannschaft für die Saison 2005/06, der ihm auch gewährt wurde. Im Oktober 2005 wurde das Team in Cincinnati RailRaiders umbenannt. Das Management versuchte, ein Partnerteam in der NHL für die folgende Saison zu finden, doch sowohl diese Versuche als auch der Verkauf von 2.000 Saisonkarten für 2006/07 schlugen fehl.
Im Oktober 2006 wurde berichtet, dass eine Firma aus Windsor, Ontario, Pläne zum Kauf und Umzug des Teams verwirklichen wollte. Allerdings wurden diese Pläne nicht umgesetzt.
Am 19. März 2007 veröffentlichte die AHL, dass die Cincinnati Mighty Ducks nach Rockford (Illinois) umziehen und in Rockford IceHogs umbenannt werden.
Nach dem Umzug der Mighty Ducks wurde in Cincinnati ein Team wiedergegründet, die Cincinnati Cyclones, die in der ECHL spielen und 2008 ihren ersten Kelly Cup gewannen.

## Saisonstatistik
Abkürzungen: GP = Spiele, W = Siege, L = Niederlagen, T = Unentschieden, OTL = Niederlagen nach Overtime SOL = Niederlagen nach Shootout, Pts = Punkte, GF = Erzielte Tore, GA = Gegentore, PIM = Strafminuten
| Saison  | GP  | W   | L   | T  | OTL | SOL | Pts | GF   | GA   | PIM   | Platz            | Playoffs                                                                                                   |
| 1997/98 | 80  | 23  | 37  | 13 | 7   | —   | 66  | 243  | 303  | 1939  | 4., Mid-Atlantic | nicht qualifiziert                                                                                         |
| 1998/99 | 80  | 35  | 39  | 4  | 2   | —   | 76  | 227  | 249  | 1911  | 4., Mid-Atlantic | Niederlage im Conference Quarterfinal, 0:3 (Philadelphia)                                                  |
| 1999/00 | 80  | 30  | 37  | 9  | 4   | —   | 73  | 227  | 244  | 1728  | 5., Mid-Atlantic | nicht qualifiziert                                                                                         |
| 2000/01 | 80  | 41  | 26  | 9  | 4   | —   | 95  | 254  | 240  | 1910  | 2., South        | Niederlage im Conference Quarterfinal, 1:3 (Norfolk)                                                       |
| 2001/02 | 80  | 33  | 33  | 11 | 3   | —   | 80  | 216  | 211  | 1577  | 3., Central      | Niederlage in der Conference Qualification, 1:2 (Chicago)                                                  |
| 2002/03 | 80  | 26  | 35  | 13 | 6   | —   | 71  | 202  | 242  | 1568  | 3., Central      | nicht qualifiziert                                                                                         |
| 2003/04 | 80  | 29  | 37  | 13 | 1   | —   | 72  | 188  | 211  | 1643  | 5., West         | Sieg in der Conference Qualification, 2:0 (Houston) Niederlage im Conference Quarterfinal, 3:4 (Milwaukee) |
| 2004/05 | 80  | 44  | 31  | —  | 4   | 1   | 73  | 206  | 191  | 2208  | 3., West         | Sieg im Conference Quarterfinal, 4:3 (Milwaukee) Niederlage im Conference Semifinal, 3:4 (Chicago)         |
| Gesamt  | 640 | 261 | 275 | 72 | 31  | 1   | 626 | 1763 | 1891 | 14484 |                  | 5 Playoff-Teilnahmen 7 Serien: 2 Siege, 5 Niederlagen 31 Spiele: 12 Siege, 19 Niederlagen                  |

## Ehemalige Spieler
Folgende Spieler, die für die Cincinnati Mighty Ducks aktiv waren, spielten im Laufe ihrer Karriere in der National Hockey League:

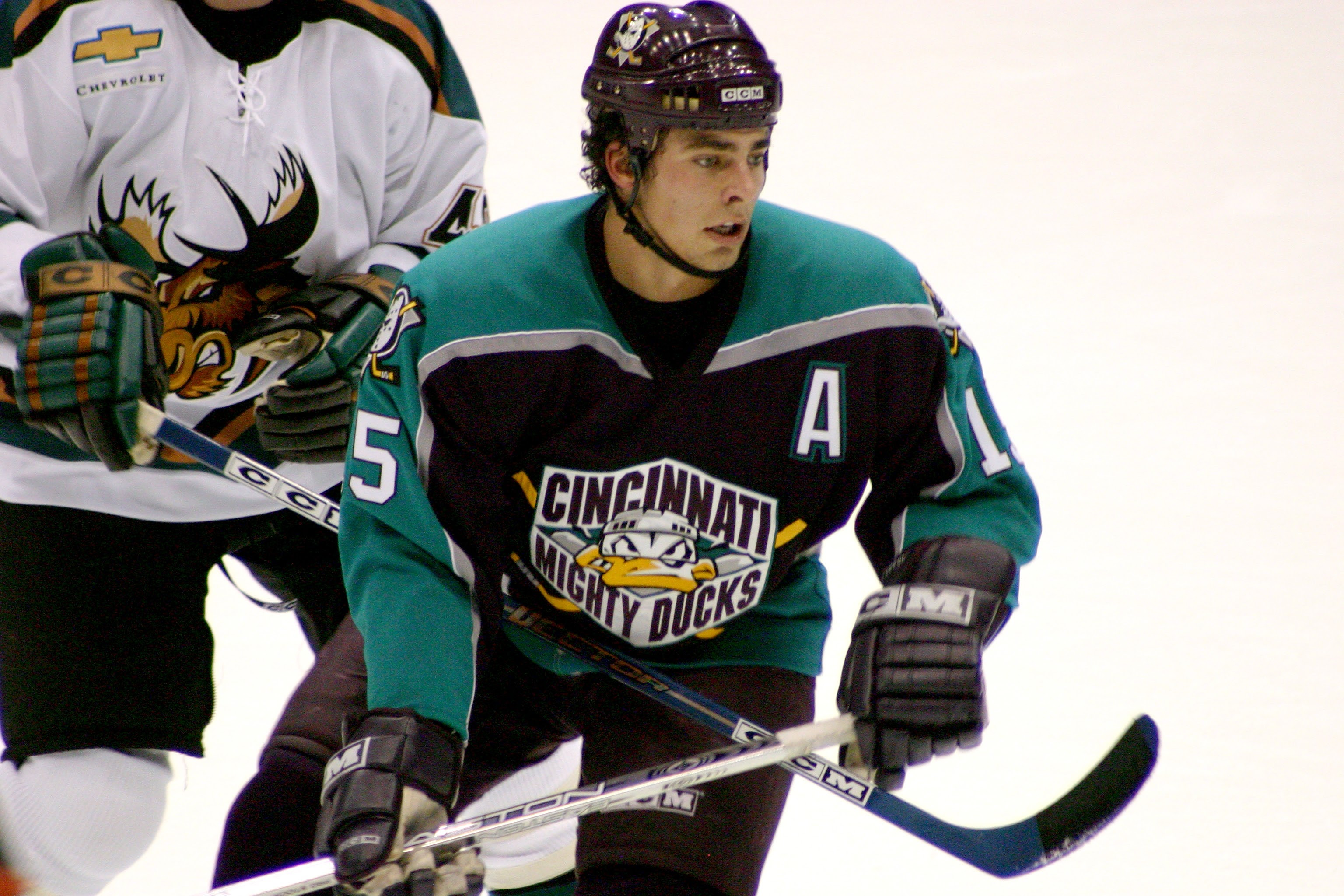
Joffrey Lupul im Trikot der Cincinnati Mighty Ducks 2004

| - Antti Aalto - Chris Armstrong - Tom Askey - Keith Aucoin - Philippe Audet - Sean Avery - Maxim Balmotschnych - Frank Banham - Drew Bannister - Ryan Barnes - Francis Bélanger - Tim Brent - Travis Brigley - Aris Brimanis - Sheldon Brookbank - Mike Brown - Steve Brulé - Ilja Brysgalow - Garrett Burnett - Juri Buzajew - Dan Bylsma - Frédéric Cassivi - Marc Chouinard - Mathieu Chouinard - Ivan Čiernik - Dale Clarke | - Mike Commodore - Larry Courville - Mike Crowley - Matt Cullen - Jim Cummins - Jean-François Damphousse - Johan Davidsson - Scott Ferguson - Jiří Fischer - Kurtis Foster - Martin Gerber - Ryan Getzlaf - Jean-Sébastien Giguère - Todd Gill - Curtis Glencross - Rick Goldmann - Jan Golubowski - Josh Gratton - Mike Green - Ben Guité - Casey Hankinson - Niclas Hävelid - Jonathan Hedström - Shane Hnidy - Michael Holmqvist - Jean-François Jomphe | - Espen Knutsen - Ladislav Kohn - Zenon Konopka - Tomáš Kopecký - Sergei Kriwokrassow - Jason Krog - Chris Kunitz - Maxim Kusnezow - Joel Kwiatkowski - Scott Langkow - Darryl Laplante - Peter Leboutillier - Mike Leclerc - Joffrey Lupul - Tomáš Malec - Dean Malkoc - Moe Mantha - Josef Marha - Tony Mårtensson - Chris Mason - Andy McDonald - Brett McLean - Jeff Mitchell - Marc Moro - Mike Mottau - Gregg Naumenko | - Barry Nieckar - Jeff Nielsen - Antti-Jussi Niemi - Igor Nikulin - Shane O’Brien - Chris O’Sullivan - Samuel Påhlsson - Pierre-Alexandre Parenteau - Richard Park - Timo Pärssinen - Dustin Penner - Joel Perrault - Corey Perry - Mark Popovic - Jamie Ram - Craig Reichert - Todd Reirden - Bert Robertsson - Dave Roche - Marc Rodgers - Aaron Rome - Jonas Rönnqvist - Ruslan Salej - Terran Sandwith - Kevin Sawyer - Paxton Schafer | - Cam Severson - Ryan Shannon - Alexei Smirnow - Nick Smith - Nick Stajduhar - Jeremy Stevenson - Petr Tenkrát - Alexei Tesikow - Dan Trebil - Pavel Trnka - Stanislaw Tschistow - Tony Tuzzolino - Rob Valicevic - Jesse Wallin - Lance Ward - Brian White - Jason Williams - Witali Wischnewski - Bob Wren - Sergei Wyschedkewitsch - Jeremy Yablonski - Jason York - B. J. Young - Dwayne Zinger - Nikolai Zulygin |

## Vereins-Rekorde

### Saison
Tore: 42  Bob Wren (1997/98)
Assists: 59  Craig Reichert (1997/98)
Punkte: 100  Bob Wren (1997/98)
Strafminuten: 319  Shane O’Brien (2004/05)
Gegentorschnitt: 2,07  Frédéric Cassivi (2004/05)
Fangquote in %: 92,4  Frédéric Cassivi (2004/05)

### Karriere
Tore: 113  Bob Wren
Assists: 186  Bob Wren
Punkte: 299  Bob Wren
Strafminuten: 482  Shane O’Brien
Torhüter-Siege: 76  Ilja Brysgalow
Shutouts: 19  Ilja Brysgalow
Spiele: 277  Bob Wren